# Tarentola annularis
La salamanquesa de cruz (Tarentola annularis) es un pequeño lagarto de la familia Gekkonidae. Es un animal eminentemente nocturno, aunque a menudo se le puede ver en días despejados calentándose al sol.

## Descripción
Tiene una coloración que varía entre el gris claro y el gris oscuro, en ocasiones ligeramente marrón, aunque cambia dependiendo de su hábitat, pudiendo aclararlo u oscurecerlo para camuflarse con su entorno. El vientre es blanquecino. Es muy semejante a la salamanquesa común, aunque es ligeramente mayor, alcanzando unos 15 cm de media y dispone de manchas blancas en los hombros. Su aspecto también es más esbelto.
Se encuentra extendido principalmente por Oriente Medio y el norte de África, llegando hasta Camerún y Senegal. Sin embargo, recientemente fue introducido en Florida, en los Estados Unidos, de donde parece haber huido de varias casas particulares y tiendas de animales. No está claro qué repercusiones ha tenido su presencia entre las especies americanas de gecos.
Durante el año pone varias puestas de 1-2 huevos. El sexo de los embriones es determinado por la temperatura de incubación. Se alimenta principalmente de insectos, aunque en ocasiones también se alimenta de otros reptiles y gecos más pequeños, incluso de su misma especie.

## Subespecies
- Tarentola annularis annularis (Geoffroy De Saint-Hilaire, 1827)
- Tarentola annularis relicta Joger, 1984